# Selamat (Purbatua)
Selamat is een bestuurslaag in het regentschap Tapanuli Utara van de provincie Noord-Sumatra, Indonesië. Selamat telt 894 inwoners (volkstelling 2010).